# Tonalixco, Veracruz
Tonalixco är en ort i Mexiko.   Den ligger i kommunen Tlilapan och delstaten Veracruz, i den sydöstra delen av landet, 230 km öster om huvudstaden Mexico City. Tonalixco ligger 1 425 meter över havet och antalet invånare är 1 095.
Terrängen runt Tonalixco är kuperad åt nordost, men åt sydväst är den bergig. Runt Tonalixco är det ganska tätbefolkat, med 166 invånare per kvadratkilometer. Närmaste större samhälle är Córdoba, 18,1 km nordost om Tonalixco. I omgivningarna runt Tonalixco växer i huvudsak städsegrön lövskog.